# Вікрамадітья II
Вікрамадітья II (*ವಿಕ್ರಮಾದಿತ್ಯ, д/н — 744) — магараджагіраджа держави Чалук'їв у 733–744 роках, визначний військовий діяч, покровитель мистецтв.

## Життєпис

### Зовнішня політика
Походив з династії Чалук'я. Син Віджаядітьї Сат'яшраї. У 630—631 роках ще за життя батька брав участь у походах проти держави Паллавів. Після сходження на трон у 633 році розпочав підготовку до нової війни з Паллавами, маючи на меті повністю знищити їх держави. У 735 році Вікрамадітья в союзі з державою Західних Гангів вдерся до земель ворога. До 741 року розбив основні сили Паллавів й незабаром захопив ворожу столицю Канчіпурам. Паллави змушені були визнати гегемонію Чалук'їв. Після цього Вікрамадітья II підкорив увесь південь Індостану.
Водночас з війною на півдні держава Чалук'я вперше зіткнулася з вторгненням арабів. Втім наміснику Лати (Гуджарат) у 739 році вдалося зупинити цей наступ.

### Внутрішня політика

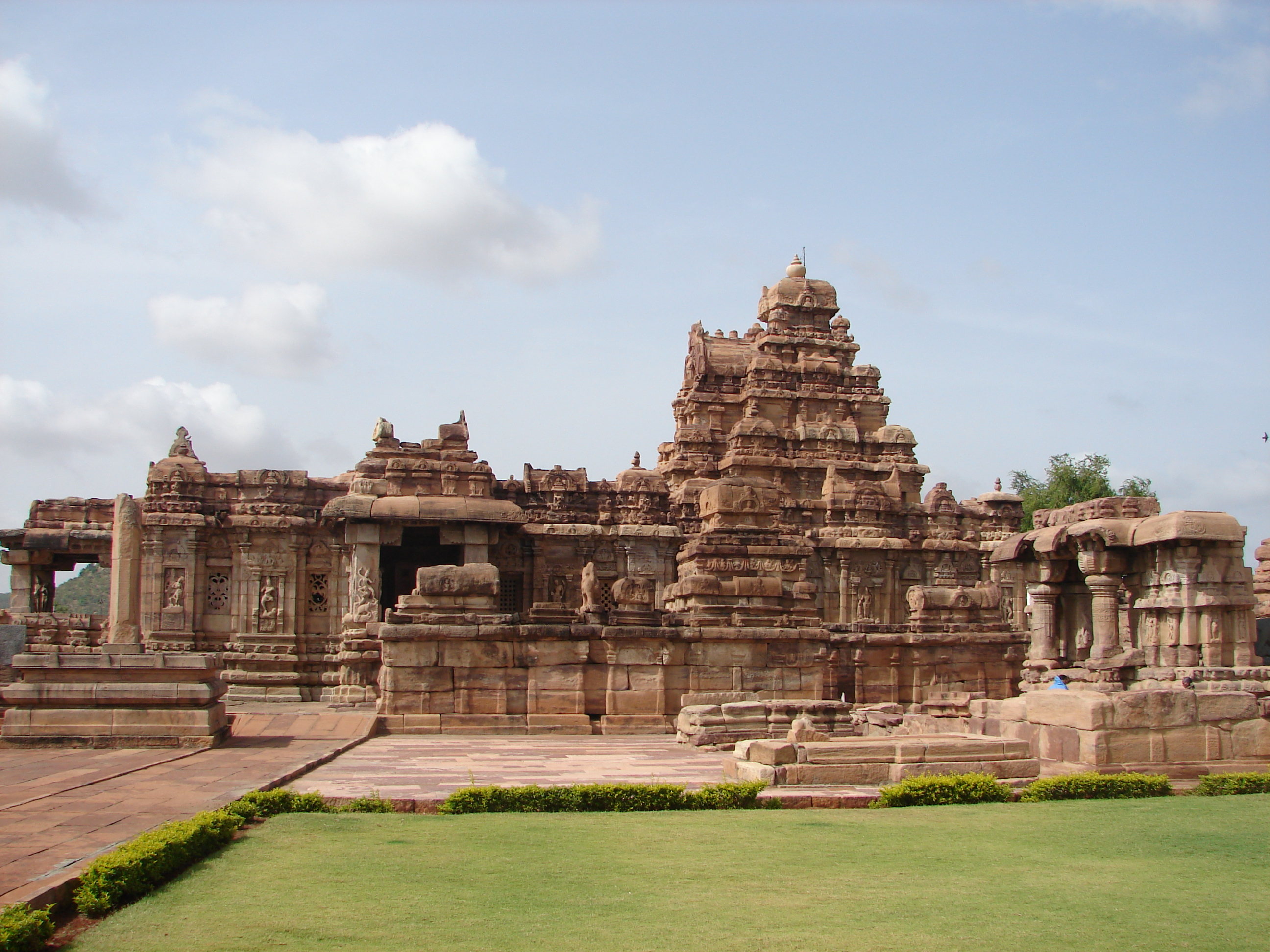
Храм Вірупакша

Весь час свого панування Вікрамадітья піклувався щодо відродження фінансового, економічного стану, забезпечення стабільності, придушення сепаратизму раджів. Водночас багато уваги приділяв спорудженню нових величних храмів (переважно у Паттадакалі), серед яких з'явилися храми Маллікарджуна, Кашивісванатха, Вірупакша.

## Родина
Дружина — Локамахадеві.
Діти:
- Кіртіварман, володарював у 744–753 роках